# غرينادين
'جزر غرينادين' سلسلة من الجزر الكاريبية من أكثر من 600 جزيرة في جزر ويندوارد.

## الحدود الجغرافية
وهي مقسمة بين الدول الجزرية سانت فنسنت وجزر غرينادين، وغرينادا. أنها تقع بين جزيرتي سانت فنسنت في الشمال وغرينادا في الجنوب. لا سانت فنسنت ولا غرينادا هي جزر غرينادين. جزر شمال قناة مارتينيك تنتمي إلى سانت فنسنت وجزر غرينادين، وجزر جنوب القناة تنتمي إلى غرينادا.

## سانت فنسنت وجزر غرينادين
الجزر التالية تشكل جزر غرينادين باريش:
- بيكيا 18.3 كـم2 (7.1 ميل2), 5,000 العاصمة بورت اليزابيث
- نيفيس الصغير 0.29 كـم2 (72 أكر)
- جزيرة كواتر أو الجزيرة الرباعية 1.52 كـم2 (380 أكر)
- بيتويا 0.71 كـم2 (180 أكر)
- باليسو 1.20 كـم2 (300 أكر)
- موستيك 5.70 كـم2 (2.20 ميل2), 800, جزيرة العطل, العاصمة لوفيل
- موستيك الصغير 0.40 كـم2 (99 أكر)
- سافان 0.11 كـم2 (27 أكر)
- كانوان الصغير 0.20 كـم2 (49 أكر)
- كانوان 7.60 كـم2 (2.93 ميل2), 1,200, العاصمة بورت جارلستون
- مايرو 1.20 كـم2 (300 أكر), 280, جزيرة الفنون والحرف , العاصمة الجدار القديم
- توباغو كايز 0.25 كـم2 (62 أكر), محمية بحرية
- جزيرة الاتحاد 9 كـم2 (3.5 ميل2), 2,700, العاصمة كليفتون
- سانت فنسنت الصغير 0.46 كـم2 (110 أكر), جزيرة خاصة, العاصمة تلسكوب هيل
- جزيرة النخيل 0.55 كـم2 (140 أكر), جزيرة العطل الخاصة، العاصمة كاكتوس هيل

## غرينادا
كارياكو ومارتينيك هو تبعية غرينادا ويحتوي على:
- كارياكو
- الجزيرة المالحة
- جزيرة الفرقاطة
- الجزيرة المستديرة
- الجزيرة الكبيرة
- مارتينيك الصغير